# Djerboa furcipes
Djerboa furcipes is een vlokreeftensoort uit de familie van de Pontogeneiidae. De wetenschappelijke naam van de soort is voor het eerst geldig gepubliceerd in 1906 door Chevreux.